# 森遼
森 遼（もり りょう、1997年3月14日 - ）は、フリーランスの千葉県出身の俳優である。愛称はもりりょう、もりょ。

## 来歴
2017年3月ワタナベエンターテイメントカレッジを卒業。同年4月よりオウサムに所属。同年11月に『桃山ビート・トライブ』で初舞台。2025年3月末日にオウサムを退所。4月よりフリーランス。

## 人物
特技はテニス、円周率100桁暗唱、ハーモニカ。

趣味はアイドルのフリコピ。

好きなものはチョコレート、カードゲーム、デジモンアドベンチャー、ポケットモンスター、映画『天気の子』、Honey Works。

嫌いなものは虫、梅干し。

お風呂掃除オタク。

Twitterでは「おはyo！もりryo！」の挨拶が定番である。

T171cm・B83cm・W72cm・H95cm・S26cm。

## 出演

### テレビドラマ
- 『奇跡の人』(2016年、NHK BSプレミアム)
- 『ゆとりですがなにか』(2016年、日本テレビ)
- 『マジムリ学園』(2018年、日本テレビ) - クラスメイト 役

### 映画
- 『オオカミ少女と黒王子』(2016年5月)
- 『一週間フレンズ。』(2017年2月)
- 『ブレイブ -群青戦記-』(2021年3月12日)

### 舞台
- 別世界カンパニープロデュース５『ロミオ＆ジュリエット』(2015年1月21日 - 25日) - グレゴリー 役
- 『キャスト』 - モリヤ 役
- 『サイコメトラーEIJI』
- 『桃山ビート・トライブ』(2017年11月23日 - 12月3日)
- 『演劇日々』(2017年12月9日 - 10日)
- ミュージカル『ふしぎ遊戯-蒼ノ章-』(2018年10月13日 - 21日)
- サンリオピューロランド『MEMORY BOYS～想い出を売る店～』(2018年12月20日 - 2019年6月17日) - チームアレグロ マーチ 役
- SCHOOL STAGE『ここはグリーン・ウッド』(2019年7月19日 - 28日) - 青木邦久 役
- フライドBALL企画vol.34『必ずあがる』(2019年10月3日 - 6日) - テンピュールてつ男 役
- 劇団SUTTHINEE『オタッカーズ・ハイ』(2019年11月27日 - 12月1日) - 滝崎 役
- 舞台『風待ちの庭』(2020年2月26日 - 3月1日) - 御子柴五喜 役
- 劇団SUTTHINEE『あの頂上を目指して』(2020年4月8日 - 12日) - 後藤翔太 役　※新型コロナウイルスの影響により公演中止
- 萬腹企画11杯目『怨霊撲滅屋GRUDGE・BREAKERs』(2020年8月19日 - 23日) - 鎹井ハルミチ 役
- Monkey Works Vol.05『蒲田淳士の歪な就活』(2020年9月12日 - 22日) - ♪チーム 勝間蒼一郎 役
- 東京Laboオンライン朗読劇 『杜子春』(2020年11月26日）
- 萬腹企画12杯目『みく×ぶれ ～Mixed×Blessing～』(2021年3月31日 - 4月4日) - 野辺巧 役
- フライドBALL企画vol.41 『ポッケの中の折々』(2020年10月29日 - 11月1日）※公演延期→（2021年1月21日 - 24日）※公演延期→（2021年5月7日 - 9日)　※公演延期
- 劇団TEAM-ODAC第36回本公演『ダルマ(2021)』(2021年6月3日 - 8日)　-　安田 役
- 舞台『あの頂上を目指して〜14年越しの奇跡〜』(2021年7月28日 - 8月1日) - 後藤翔太 役
- フライドBALL企画vol.47『孤高のスープ』(2021年10月13日 - 17日) - 山伏達夫 役
- トリプルコアProduce『卒業後の温め方』(2021年12月22日 - 26日) - 高橋王蟲 役
- BOOT旗揚げ公演『M-2022』(2022年1月26日 - 30日) ※公演延期→(2022年8月24日 - 28日) - クーパー・オズワルド 役
- 劇団バルスキッチン第18回公演『どぎまぎメモリアル』(2022年3月16日 - 21日) - B班 斉藤康介 役
- THE TOKYO BANDITs第4回本公演『僕と死神2022』(2022年7月6日 - 10日) - ヒロシ 役
- 即興演劇『アクサガ2022』(2022年7月23日 - 24日) - A チーム
- スズキプロジェクト× FREE(S)『プラネタジャッジR』(2022年11月15日 - 20日) - 富田 役
- BOOT vol.7『ホログラフィック・ウィズ・ユー・2023』(2023年1月25日 - 29日) - Bチーム 野々田悠 役
- アグレッシブ ダンス ステージ『DEAR BOYS』(2023年6月1日 - 18日) - sixth men
- Charm vol.13 『フクロウガスム』(2023年8月23日 - 28日) - 弐安史郎 役
- シタチノ 第7回公演『タンピングランマー』(2023年12月8日 - 11日) - 犬組  関恭平 役
- BOOT『M-2024』(2024年2月8日 - 12日)  - ミシェル・コールマン 役
- 舞台「刀剣乱舞」心伝 つけたり奇譚の走馬灯（東京公演：2024年6月20日 - 30日 / 大阪公演：7月5日 - 14日 / 福岡公演：7月19日 - 21日）[注 5] - アンサンブル[12]
- 劇団一寸咲旗揚げ公演『一寸咲』(2025年5月8日 - 11日)

### ネットドラマ
- Amazonオリジナルドラマ『ベイビーステップ』(2016年7月22日 - 9月23日、Amazonプライム・ビデオ)

### ネットバラエティ
- TSUTAYA TVオリジナル番組『イケメンPLANET』(2017年11月10日 - 2018年2月16日)- レギュラー出演
- 歴史バラエティ『戦国炒飯TV』YouTubeチャンネルシーズン2 ミュージックトゥナイト増刊号（2021年12月18日～順次公開）-「TENKA FIVE」HIDEKAZU役